# Пријанка Чопра
Пријанка Чопра Џонас (енгл. Priyanka Chopra Jonas; Jonas;рођена 18. јула 1982) је индијска глумица, модел и мис света 2000. године.

## Биографија
Пријанка Чопра је рођена 18. јула 1982. године у Џамшедпуру, Индија у породици лекара.
Родитељи Ашок и Мадху Чопра су војни лекари, тако да се породица селила из једног места до другог. Има млађег брата који је осам година млађи од ње. Још као дете пати од астме.
Њена жеља је била да постане софтверски инжењер или психолог, а касније да постане глумица. Неко јој је саветовао да учествује на такмичењу лепоте. Тако је 2000. године изабрана за мис Индије, а затим у истој години, са 18 година била је мис света. Године 2002. је почела своју филмску каријеру у Боливуду (индијски пандан за Холивуд). Пријанка је тренутно водећа глумица у Боливуду.
Почетком децембра 2018. године удала се за музичара Ника Џонаса.

## Филмографија
| Улоге Пријанка Чопра |                     |                                                                                       |          |          |
| Година               | Српски назив        | Изворни назив                                                                         | Улога    | Напомена |
| 2002.                |                     |                                                                                       |          |          |
| 2003.                |                     |                                                                                       |          |          |
| 2003.                | Љубав испод облака  |                                                                                       |          |          |
| 2003.                |                     |                                                                                       |          |          |
| 2004.                | Опозиција           |                                                                                       |          |          |
|                      |                     | Mujhse Shaadi Karogi("Udaj se za mene" )(2004)                                        |          |          |
| 2004.                |                     |                                                                                       |          |          |
|                      |                     | Kismat("Sudbina")(2004)                                                               |          |          |
| 2004.                |                     |                                                                                       |          |          |
| 2005.                |                     |                                                                                       |          |          |
| 2005.                |                     |                                                                                       |          |          |
|                      |                     | Yakeen("Povjerenje") (2005) - Waqt - The Race Against Time("Utrka s vremenom") (2005) |          |          |
| 2005.                |                     |                                                                                       |          |          |
|                      |                     | Blackmail("Ucjena") (2005)                                                            |          |          |
| 2006.                |                     |                                                                                       |          |          |
| 2006.                |                     |                                                                                       |          |          |
|                      |                     | Aap Ki Khatir("Zbog tebe") (2006) - Alag("Drugacije")(2006)                           |          |          |
| 2006.                |                     |                                                                                       |          |          |
| 2006.                |                     |                                                                                       |          |          |
| 2007.                |                     |                                                                                       |          |          |
|                      |                     | Salaam-e-Ishq: A Tribute To Love ("Pozdrav ljubavi") (2007)                           |          |          |
| 2008.                |                     |                                                                                       |          |          |
|                      |                     | Love Story 2050 ("Ljubavna Prica 2050") (2008)                                        |          |          |
| 2008.                |                     |                                                                                       |          |          |
| 2008.                | Пријатељство        |                                                                                       |          |          |
|                      |                     | Fashion("Moda") (2008) - What´s your Raashee? ("Koji je tvoj horoskopski znak")(2009) |          |          |
| 2009.                |                     |                                                                                       |          |          |
| 2009.                |                     |                                                                                       |          |          |
|                      |                     | Pyaar Impossible("Nemoguca ljubav") (2010)                                            |          |          |
| 2010.                |                     |                                                                                       |          |          |
| 2017.                | Чувари плаже        |                                                                                       |          |          |
| 2019.                | Није ли романтично? |                                                                                       | Изабела  |          |
| 2021.                | Матрикс: Ускрснућа  |                                                                                       | Сати     |          |
| 2023.                | Поново љубав        |                                                                                       | Мира Реј |          |

## Галерија
- Пријанка Чопра 2008. године
- Пријанка Чопра 2008.
- 2012.
- 2012.

## Награде

### Филмфареова награда
- Награђена
  - 2004. — Филмферова награда најбољу женски дебут у филму Љубав испод облака
  - 2005. — Филмфреова награда за најбоље перформансе у негативну улогу у филму Опозиција
  - 2009. — Филмферова награда за најбољу главну глумицу у филму У заробљеништву начин
  - 2012. — Филмферова критичари награда за најбољу глумицу у филму Седам мужева
  - 2015. — Филмферова награда за најбољу споредну глумицу у филму  	Баџирао и Мастани
- Номинован
  - 2004. — Филмферова награда за најбољу споредну глумицу у филму Љубав испод облака
  - 2005. — Филмферова награда за најбољу споредну глумицу у филму Опозиција
  - 2009. — Филмферова награда за најбољу главну глумицу у филму Битанга
  - 2012. — Филмферова награда за најбољу главну глумицу у филму Седам мужева
  - 2013. — Филмферова награда за најбољу главну глумицу у филму Барфи
  - 2015. — Филмферова награда за најбољу главну глумицу у филму Мари Ком